# 케라틴 6C
케라틴 6C(keratin 6C, 단백질 이름 K6C, 유전자 이름 KRT6C)은 제2형 케라틴의 일종으로, 사람의 12번 염색체 장완(12q)에 위치한 제2형 케라틴 유전자 클러스터의 각 유전자에 의해 암호화되는 케라틴 6의 동형 중 하나이다. 인간 유전체 프로젝트에 의해 밝혀진 유전자로 사람에서의 발현은 아직 제대로 알려지지 않았다.

## 임상적 중요성
케라틴 6C의 돌연변이는 미만성과 국소성 각질피부증을 일으킨다고 알려져 있다. 이는 선천손발톱비대증의 한 형태로 확인되었다.

## 추가 자료
- “What Is Pachyonychia Congenita?”. 《pachyonychia.org》. 2013년 11월 27일에 원본 문서에서 보존된 문서. 2014년 10월 5일에 확인함.